# Balanços
Balanços é um distrito da cidade de Cachoeira dos Índios, Paraíba, Brasil.

## História
O distrito foi criado pela lei municipal de nº 21, de 18 de março de 1964, juntamente com os distritos de Fátima e São José de Marimbas, ambos pertencendo ao município de Cachoeira dos Índios.